# グレゴリオ・ブラスコ
グレゴリオ・ブラスコ（Gregorio Blasco Sánchez, 1909年6月10日 - 1983年1月31日）は、スペイン・ビスカヤ県出身の元サッカー選手。ポジションはGK。

## 所属クラブ
- 1927-1928  Acero de Olabeaga
- 1928-1936  アスレティック・ビルバオ
- 1938-1939  Club Deportivo Euzkadi
- 1939-1940  レアル・クラブ・エスパーニャ
- 1940  CAリーベル・プレート
- 1941-1946  レアル・クラブ・エスパーニャ
- 1946-1947  CFアトランテ

## タイトル
- アスレティック・ビルバオ
  - サモラ賞 1930, 1934, 1936
  - コパ・デル・レイ 1930, 1931, 1933, 1934
  - リーガ・エスパニョーラ 1930, 1931, 1934, 1936
- レアル・クラブ・エスパーニャ
  - メキシコ・アマチュアリーグ 1940, 1942
  - メキシコ・カップ 1944
  - メキシコ・リーグ 1945, 1947